# فيدنويي
فيدنويي (بالروسية: Видное) هي إحدى مدن روسيا في الكيان الفدرالي الروسي موسكو أوبلاست وعاصمة لينينسكي رايون. يبلغ عدد سكانها 59334 نسمة.

## توأمة
لفيدنويي اتفاقيات توأمة مع كل من:
- غليفاذا
- مدينة قند
- Losser  [لغات أخرى]‏
- نوارا إليا
- Shao [الإنجليزية]‏
- توسولا

## أعلام
- أوليغ فيدوف
- إيغور أكينفيف